# Cải lương

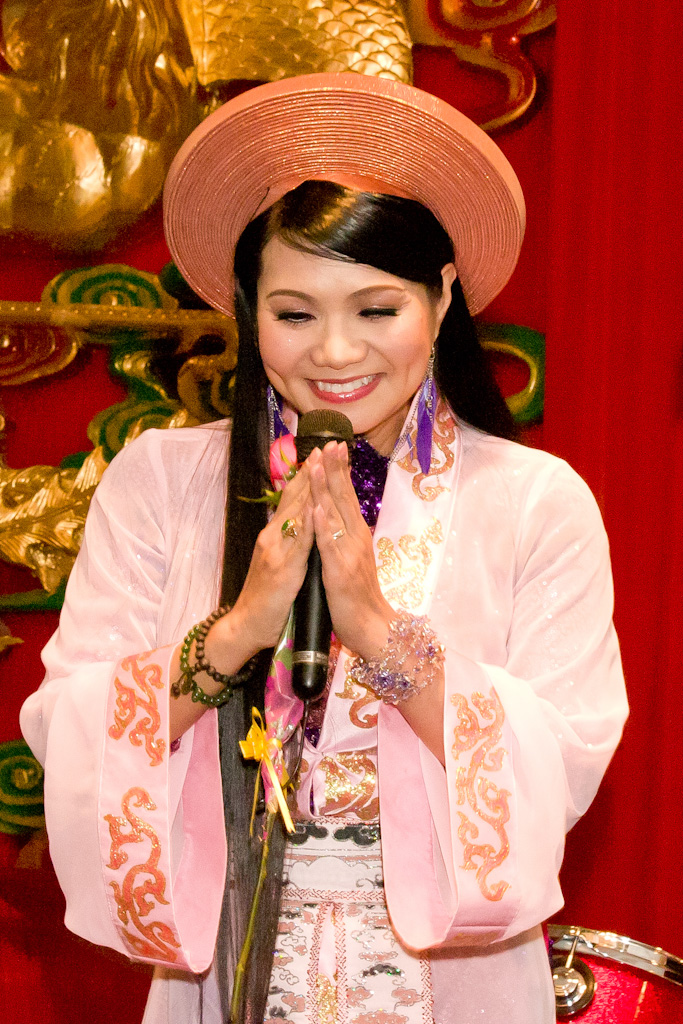
La destacada cantante de cải lương, Ngọc Huyền

Tuồng cải lương ( pronunciación en vietnamita: /tûəŋ ka᷉ːj lɨəŋ/, aproximadamente "teatro reformado") es una forma de ópera popular moderna de Vietnam. Combina canciones populares del sur de Vietnam, música clásica, hát tuồng (una forma de teatro clásica basada en la ópera china) y teatro hablado moderno.

## Historia y descripción
El Cải lương se originó en el sur de Vietnam a principios del siglo XX y floreció en la década de 1930 como teatro de la clase media durante el período colonial francés del país. El Cải lương se promueve ahora como una forma de teatro nacional. A diferencia de las otras formas folclóricas, siguió siendo popular entre las masas hasta los años 70 y 80, si bien está en declive actualmente.
Puede compararse el Cải lương con una especie de pieza teatral con el aspecto añadido del Vọng cổ. Este término significa literalmente "nostalgia por el pasado", y se refiere a un tipo especial de canto en el que la música de fondo usa a menudo la cítara đàn tranh o la đàn ghi-ta (guitarra vietnamizada). En una obra de teatro de cải lương típica, las actrices y actores utilizan una mezcla de diálogo hablado regular y de vọng cổ para expresar sus pensamientos y emociones.
El cải lương normalmente destaca o elogia los valores morales vietnamitas. Existen principalmente dos tipos de cải lương: el cải lương tuồng cổ (antiguo) y el cải lương xã hội (moderno).

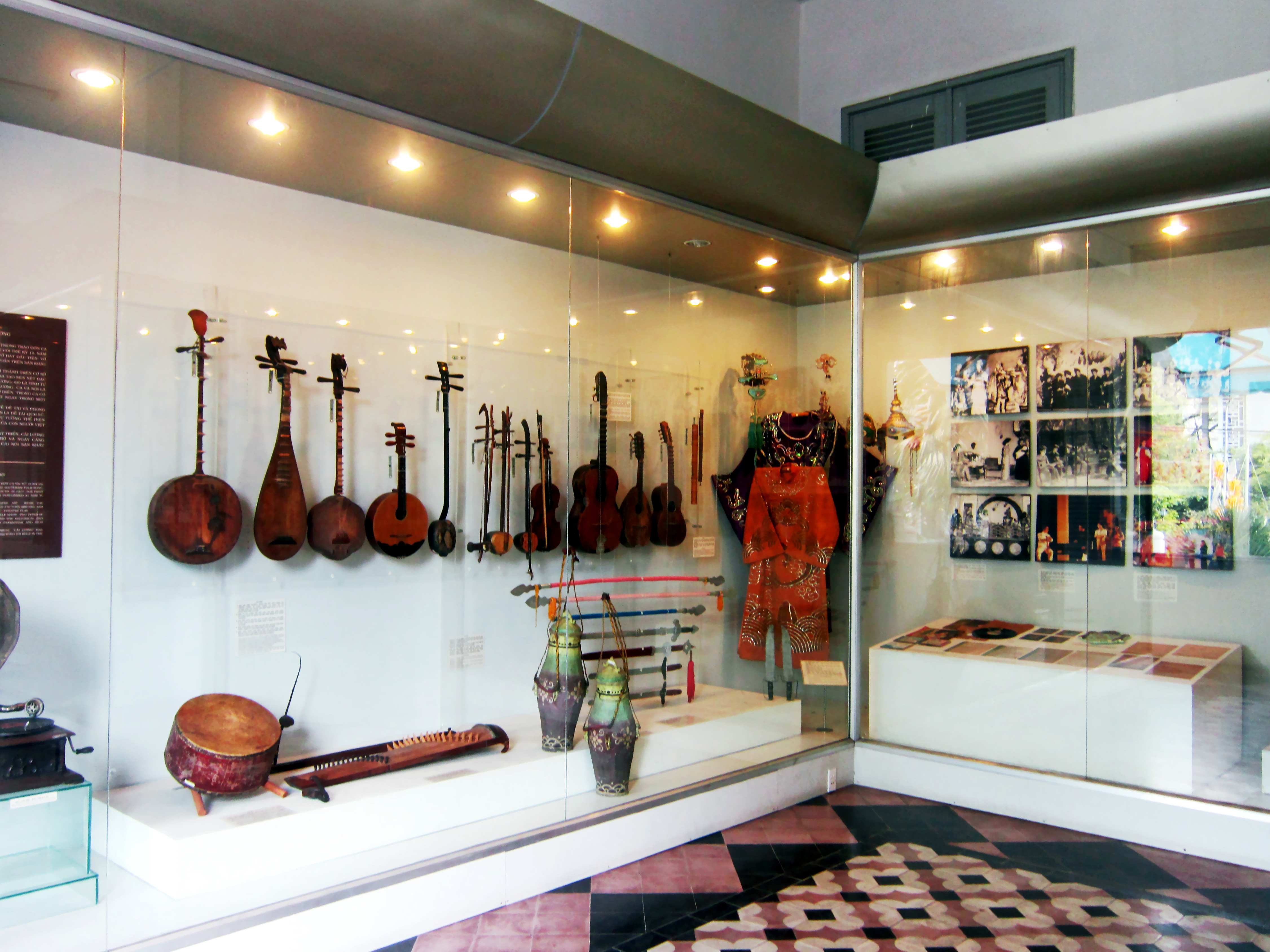
Galería de arte con instrumentos musicales para el Cải lương

El cải lương xã hội ("teatro reformado por la sociedad" 改良社會) consiste en historias acerca de la sociedad vietnamita moderna. Las tramas vergen sobre historias de amor románticas mezcladas con relaciones familiares o sociales. Las historias exploran así mismo normas culturales, normas sociales y otros aspectos de la sociedad vietnamita, por ejemplo, Đời Cô Lựu, Tô Ánh Nguyệt . Este tipo puede describirse en cierto sentido como tragedia, pero con finales felices. Sin embargo, algunas obras de cải lương xã hội como "Ra Giêng Anh Cưới Em" son det tono cómico y ligero.
En el cải lương tuồng cổ, los actores y actrices se visten con trajes antiguos. Las tramas se centran en cuentos, leyendas o narraciones históricas del sistema feudal, en tiempos en que aún existían reyes y guerreros. Ejemplos de esto son las obras Bên Cầu Dệt Lụa, Lục Vân Tiên, Tiếng Trống Mê Linh, etc. Muchas tramas provienen de leyendas chinas históricas o antiguas. Lương Sơn Bá-Chúc Anh Đài, por ejemplo, está basada en la leyenda china de los amantes mariposa. En el Cải lương tuồng cổ, el Hồ Quảng, una especie de ópera china, puede aparecer entremezclado. De allí que algunos Cải lương tuồng cổ puedan ser llamadas Cải lương Hồ Quảng, género que se parece más a un musical. Además del habla regular, del ca cải lương y del Vọng cổ, se incorporan varias melodías en la obra. Estas melodías se reutilizan en diferentes obras, si bien las palabras se cambian para adaptarse al contexto de cada obra. El Cải lương tuồng cổ se puede caracterizar por trajes hermosos y elaborados que comprenden prendas hermosas y coloridas, pelucas brillantes, grandes y hermosas, elaboradas armaduras de guerra y elaborados cascos de guerra.

## Cantantes notables

### Antes de 1975
- Phùng Há (1911-2009)
- Bảy Nam (1913-2004)
- Út Trà Ôn (1919-2001)
- Lê Thanh Trí (1924-2002)
- Hữu Phước (1932-1997)
- Phi Hùng (Nacido 1932)
- Thành Được (Nacido 1934)
- Út Bạch Lan (1935-2016)
- Hùng Cường (1936-1996)
- Kim Cương (nacido 1937)
- Minh Cảnh (Nacido 1938)
- Tấn Tài (1938-2011)
- Út Holaền (1940-1986)
- Diệp Lang (Nacido 1941)
- Dũng Thanh Lâm (1942-2004)
- Ngọc Hương (1942-2017)
- Thanh Nga (1942-1978)
- Kim Ngọc (1943-2011)
- Thanh Cantó (1943-2017)
- Thanh Thanh Hoa (1943-2009)
- Minh Phụng (1944-2008)
- Bạch Tuyết (Nacido 1945)
- Hồng Nga (Nacido 1945)
- Ngọc Giàu (Nacido 1945)
- Phương Bình (Nacido 1947)
- Phượng Liên (Nacido 1947)
- Lệ Thủy (Nacido 1948)
- Thanh Tuấn (Nacido 1948)
- Minh Vương (Nacido 1949)
- Mỹ Châu (nacido 1950)
- Bạch Lê (Nacido 1951)
- Chí Tâm (Nacido 1952)
- Bích Hạnh (Nacido 1953)
- Thanh Kim Huệ (nacido 1955)
- Hương Lan (Nacido 1956)
- Phượng Mai (Nacido 1956)

### Después de 1975
- Vũ Linh
- Tài Linh
- Châu Thanh
- Hề Thanh Nam
- Thanh Hằng
- Phương Hồng Thủy
- Linh Tâm
- Thanh Thanh Tâm
- Phượng Hằng
- Cẩm Tiên
- Kim Tiểu Long
- Thoại Mỹ
- Vũ Luân
- Ngọc Huyền
- Thanh Ngân
- Trọng Phúc
- Kim Tiểu Mucho tiempo
- Phi Nhung
- Mạnh Quỳnh
- Hương Thủy
- Mai Thiên Vân